# 鄭文公
鄭文公（？—前628年），姬姓，名踕，一名捷，中國春秋時代鄭國君主（前673年－前628年在位），諡號文，鄭厲公突之子。

## 生平
郑文公十八年（前655年），郑文公暗中與楚国友善，次年齊、鲁攻打郑国，楚国出兵救郑。
郑文公三十六年（甲申，前637年），曾經拒絕接待流亡至鄭國的晉國公子重耳（後來的晉文公）。大夫叔瞻劝告他：“天之所启，人弗及也。晋公子有三焉，天其或者将建诸，君其礼焉！”，文公不聽，以為“諸侯亡公子過此者眾，安可盡禮”。
郑文公四十四年（前629年），重耳即位为晋文公，秦、晋联军围攻郑国。郑文公派人召见烛之武到秦营去拜见秦穆公。秦穆公与郑人缔结盟约，派杞子、逢孙、杨孙率兵出救郑国。晋军只得撤兵。鄭文公死後，由其子子蘭即位。
另文公与叔父郑子遗孀陈妫生有两子太子华、公子臧，均比后来的穆公年长，但都因谋反被杀。还有和苏女所生的公子瑕、子俞弥。

## 家庭
- 文芈（芈氏）、姜氏，郑文公夫人，前638年十一月初八，泓水之战后，去柯泽慰劳楚成王
- 燕姞，郑文公妾，生郑穆公蘭
- 陈妫，郑子遗孀，郑文公与其生子太子华、子臧
- 江女，郑文公妾，江国（前623年亡于楚）之女，生子公子士
- 苏女，郑文公妾，苏国（前650年亡于狄）之女，生子公子瑕、子俞弥
- 二姬，郑文公两个女儿，或者郑国两位宗女，在泓之战后被郑国送给楚成王

## 影视形象
- 1996年上映的电视剧《東周列國·春秋篇》中，郑文公由閆懷禮飾演。